# Торжествующая Минерва

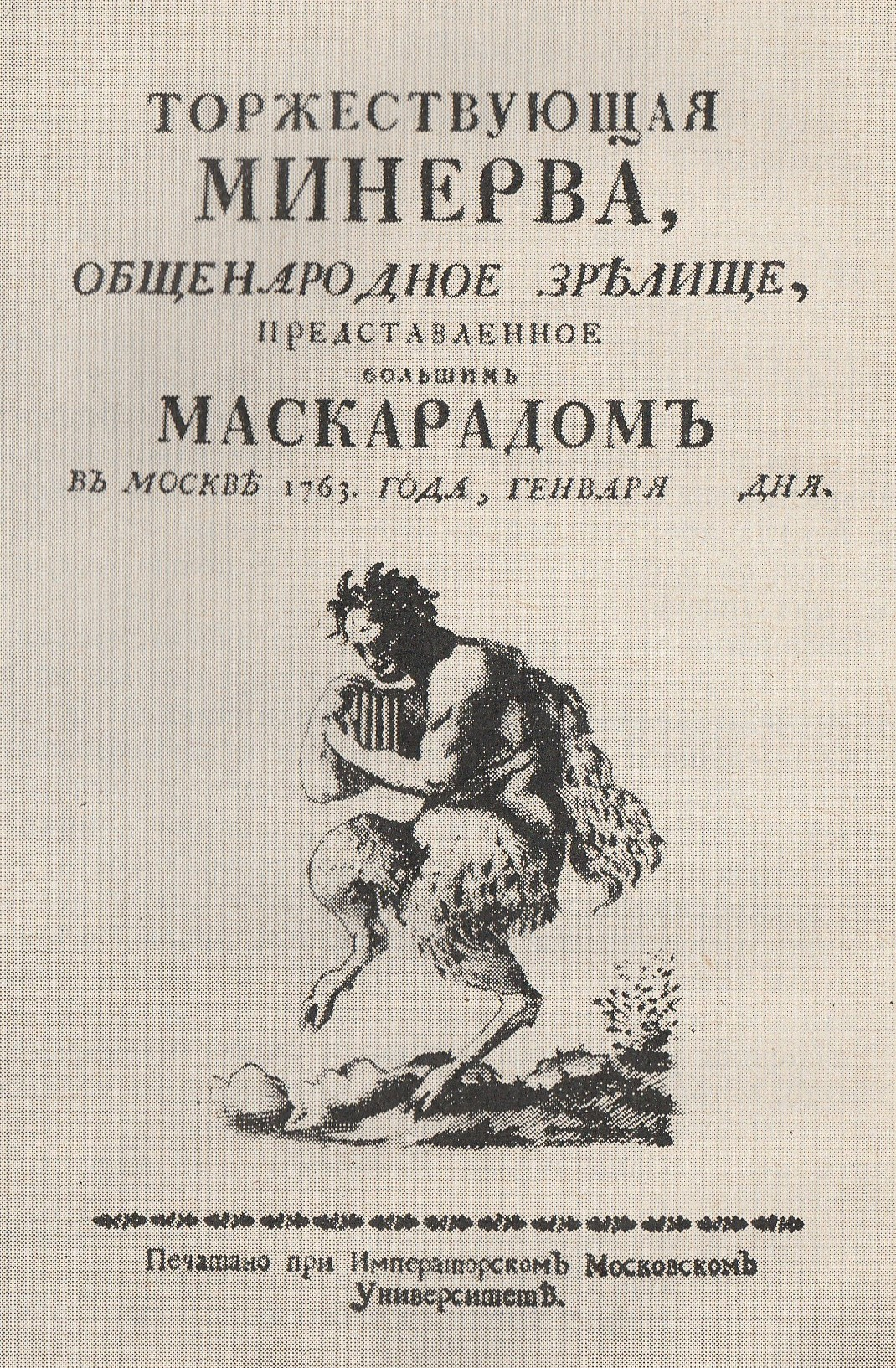
Титульный лист либретто маскарада Торжествующая Минерва (1763)

Торжествующая Минерва — маскарад 1763 года по случаю коронационных торжеств Екатерины II. Проходил в Москве. Стал выдающимся событием в жизни тогдашнего светского общества.
Александр Петрович Сумароков вместе с М. М. Херасковым и Ф. Г. Волковым участвовал в постановке маскарада «Торжествующая Минерва», приуроченного к коронации императрицы в Москве.

## Проведение
Маскарад начался 30 января 1763 года (четверг) и продолжился 1 и 2 февраля, в субботу и воскресенье. 
Шествие было устроено на Масленой неделе и совпало с традиционными народными гуляньями, поэтому его карнавальная сторона воспринималась публикой как должное. Заранее расклеенные по городу печатные афиши разъясняли смысл представленных во время праздника масок. «По большой Немецкой… от десяти часов утра за полудни будет ездить маскарад, названный „Торжествующая Минерва“, в котором изъявятся гнусность пороков и слава добродетели».
Действо было призвано возвеличить новую императрицу как справедливую правительницу, покровительницу наук и искусств. Начинался маскарад сатирическим показом дурных человеческих качеств. Актёры изображали пьянство, лень, мздоимство, мотовство, спесь, невежество. Следовавшие за ними маски представляли высокие нравственные свойства: кротость, любовь, щедрость, разум, просвещение. Заключительная часть шествия именовалась «Златым веком», в ней участвовали античные боги Зевс, Астрея, Аполлон и, наконец, Минерва, символизировавшая Екатерину. Над ней при помощи «маскарадных машин» парили Виктория и Слава.

## Отрывок из сочиненияП. И. Сумарокова[1]
По совершении коронации, во время масленицы, Екатерина, которой и при малейших предприятиях ничто обыкновенного не входило в мысль, устроила торжество, подобное грекам, достойное себя, и удивившее обитателей. Предстал движущийся маскерад. Александр Петрович Сумароков сочинил хоры, песни; другой гений Федор Григорьевич Волков сделал начертание, составились важные и смехотворные отделения, с приличными символами, колесницами, действующими лицами, и великою пышностью. Там на высокой колеснице изображался Парнас, Аполлон, музы. Тут восседал Марс с героями в доспехах. Здесь катилась Паллада с шлемом на челе, с эгидом[*] на руке, держащая копие, и у ног находилась сова с математическими инструментами. Тут весёлый, от пресыщения вином багряный Бахус, с сидящим пред ним Силеном, и окружающими бакханками под балдахином. На той колеснице плясали сатиры и фавны. На сей гиганты и богатыри угрюмо взирали. В том отделении представлялись качели, кабак с толпою беснующихся пьяниц. Тут являлись мздоимные, судейские приказы. Здесь сволочь развращённых картежников. Колесниц, устроенных придворным машинистом Бригонцием, было множество. Иные из них везены 24, иные же 12 волами, и сих находилось числом до 250, а людей в действующих лицах и свитах, набранных из граждан до 4 тысяч человек. Придворные актёры разъезжали верхом при отделениях для распоряжения. Повсюду гремели роговая, духовая, инструментальная музыки, раздавались громкие хоры, и всё то служило, как к забавам, равно и нравоучению. Сей шумный, единственный маскерад собирался всякой раз пред Аннинским дворцом, двигался чрез всю Немецкую слободу, в новую Басманную до Белого города, возвращался по старой Басманной, чрез Ехалов, Салтыков мосты, и продолжался во всю масленицу. Десятки тысяч людей смотрели на оный из окон, с балконов, заборов, кровель; сдвигавшийся за ним народ, препровождал его до предела шествия зимних гор, иллюминованных разноцветными фонарями, где иные празднующих в тысячах толпы встречали его с восхищением. Пения, скачки, пляски, громогласные воззвания: Ура! Виват Екатерина! не умолкали, и таково-то было её торжество.
[*] Эгид — в древнегреческой мифологии — щит бога-громовержца Зевса, а также его дочери Афины Паллады; реже — щит, доспехи Аполлона.
Орфография текста приведена в соответствие с нормами современного правописания, но для сохранения звучания авторской речи XVIII в. отдельные слова оставлены в характерном написании той эпохи. Пунктуация подлинника сохранена.

## Затраты
Сумма затрат составила 51 952 рубля 38 копеек.

## Память
До сих пор защищаются научные работы по данной тематике.